# Acanthonevra setosifemora
Acanthonevra setosifemora är en tvåvingeart som beskrevs av Hardy 1974. Acanthonevra setosifemora ingår i släktet Acanthonevra och familjen borrflugor. Inga underarter finns listade i Catalogue of Life.